# Sukumar Ray (Film)
Sukumar Ray ist ein kurzer Dokumentarfilm von Satyajit Ray aus dem Jahr 1987. Er entstand anlässlich des 100. Geburtstages Sukumar Rays.

## Inhalt
Der Film beginnt mit einer Reihe von Aufnahmen von Karikaturen Sukumars Rays und dem Kommentar: Es gibt nur wenige Bengalen, die diese Figuren nicht kennen. Drei nachgespielte Dialoge aus Sukumars Werken Jhalapala, seiner Ramayana-Persiflage und seiner von Alice im Wunderland inspirierten Komposition Ha-Ja-Ba-Ra-La stehen im Mittelpunkt des Films.

## Hintergrund
Rays Dokumentarfilm über seinen Vater entstand Mitte 1987 im Auftrag der Regierung Westbengalens und wurde am 30. November des Jahres, Sukumars 100. Geburtstag, im Kolkataer Fernsehen ausgestrahlt. Da Sukumar Ray bereits 1923 verstarb, gab es keine Filmaufnahmen von ihm und Satyajit Ray war ausschließlich auf Familienfotos, Illustrationen und Schriften seines Vaters angewiesen.